# Amnirana lepus
Amnirana lepus là một loài ếch trong họ Ranidae.
Nó được tìm thấy ở Cameroon, Cộng hòa Trung Phi, Cộng hòa Congo, Cộng hòa Dân chủ Congo, Guinea Xích Đạo, Gabon, và có thể cả Angola.
Các môi trường sống tự nhiên của chúng là các khu rừng ẩm ướt đất thấp nhiệt đới hoặc cận nhiệt đới, sông, vườn nông thôn, và các khu rừng trước đây bị suy thoái nặng nề.

## Hình ảnh

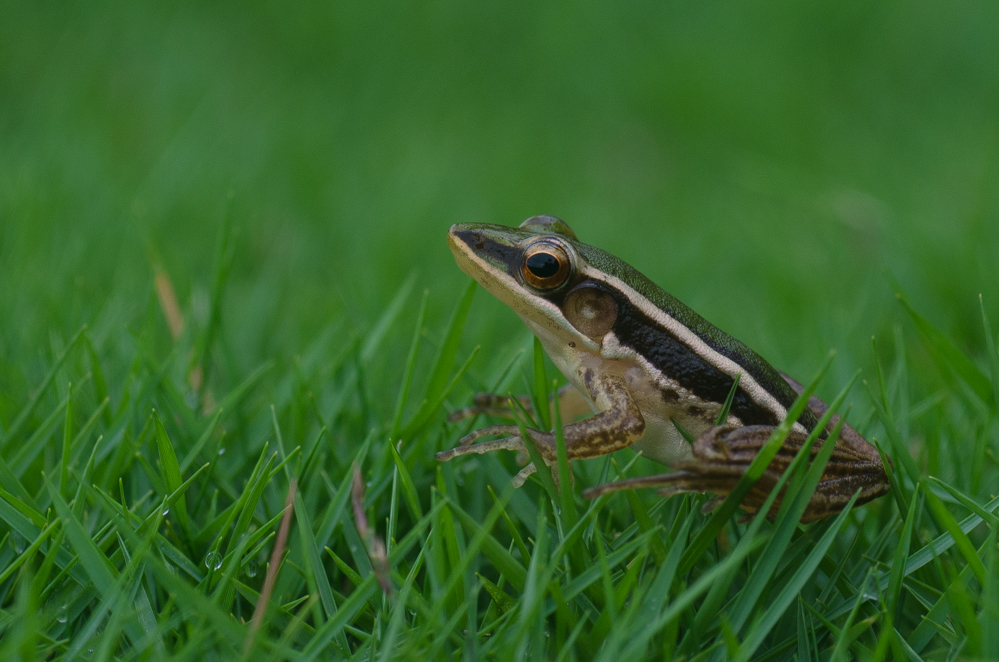